# Dendrobium aurantiroseum
Dendrobium aurantiroseum là một loài thực vật có hoa trong họ Lan. Loài này được P.Royen ex T.M.Reeve mô tả khoa học đầu tiên năm 1982.